# Ундекартутьстронций
Ундекартутьстронций — бинарное неорганическое соединение стронция и ртути с формулой SrHg11, кристаллы.

## Получение
- Сплавление стехиометрических количеств чистых веществ в инертной атмосфере:

{\displaystyle {\mathsf {Sr+11Hg\ {\xrightarrow {289^{o}C}}\ SrHg_{11}}}}

## Физические свойства
Ундекартутьстронций образует кристаллы кубической сингонии, пространственная группа P m3m, параметры ячейки a = 0,9510 нм, Z = 3, структура типа ундекартутьбария BaHg11.
Соединение образуется по перитектической реакции при температуре 289 °C (62 °C).